# Memorial de Guerra Soviético (Tiergarten)

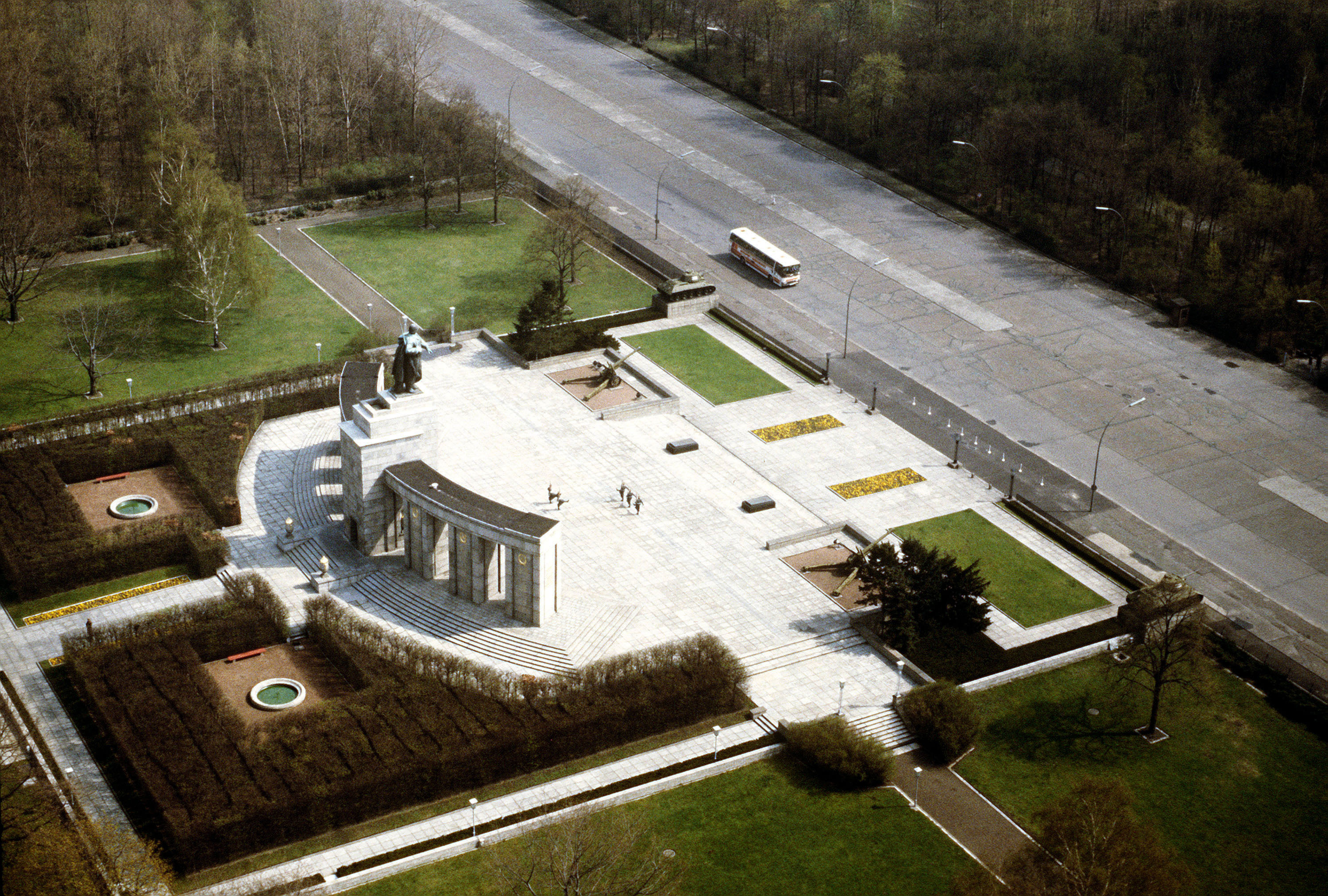
Vista geral

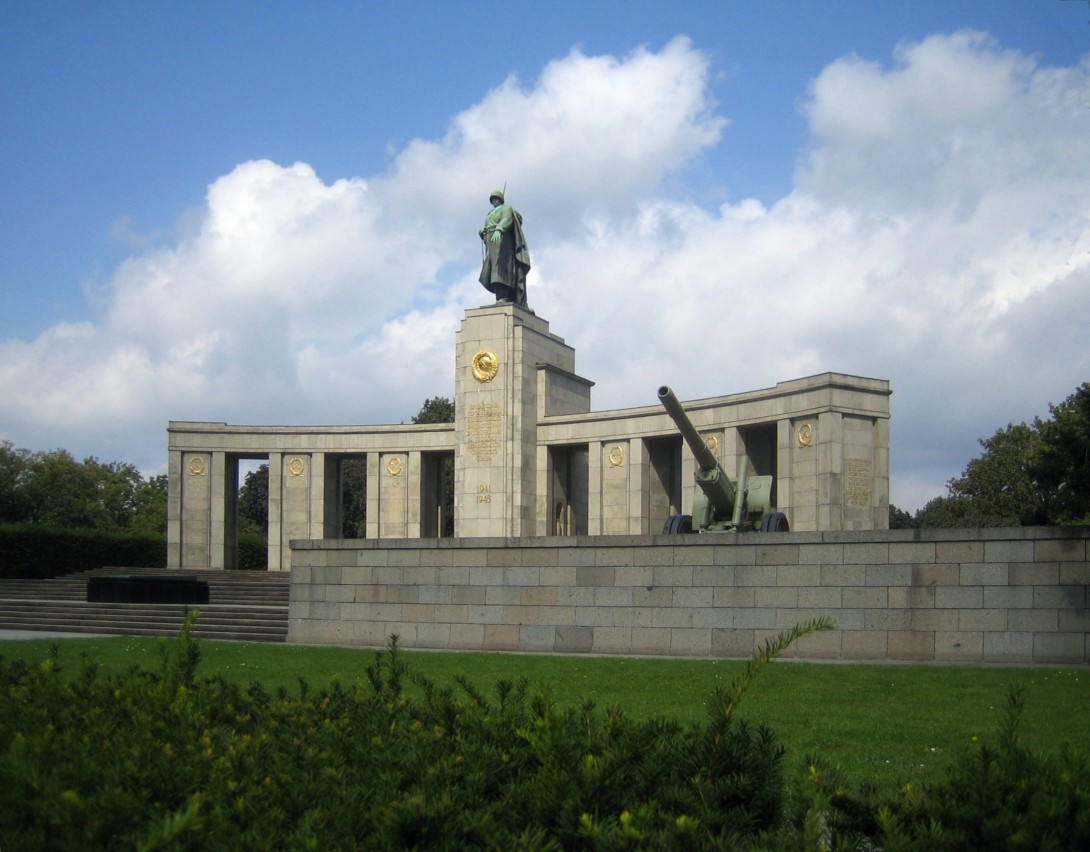
Vista frontal

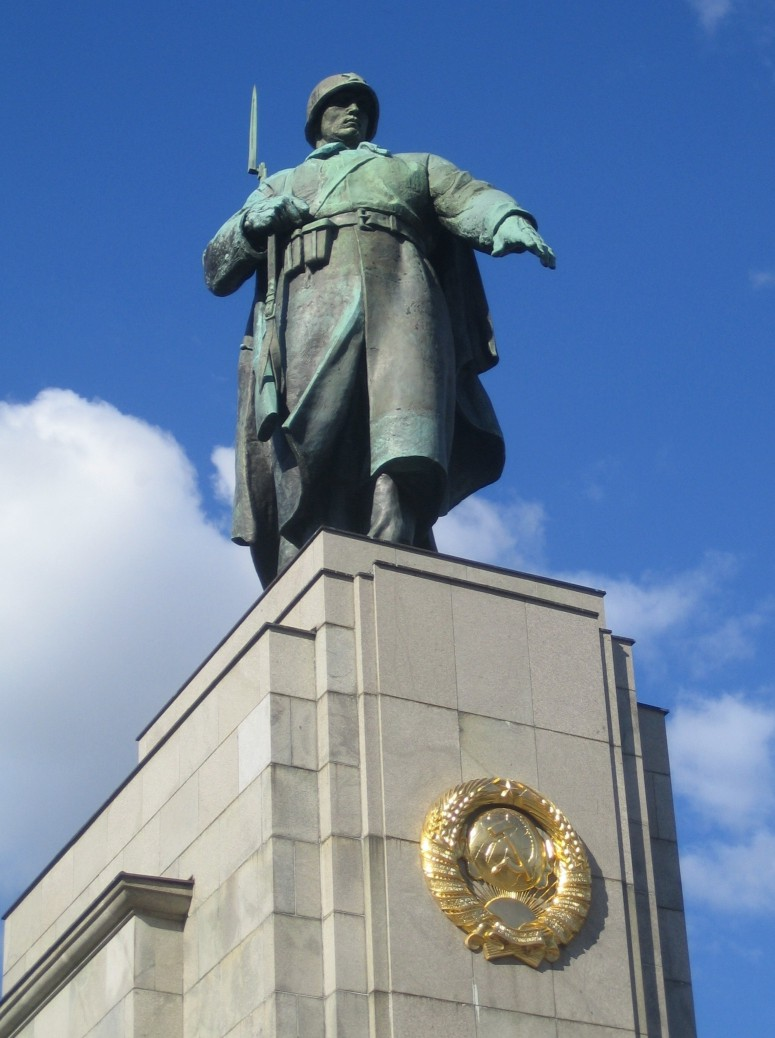
Estátua do soldado soviético

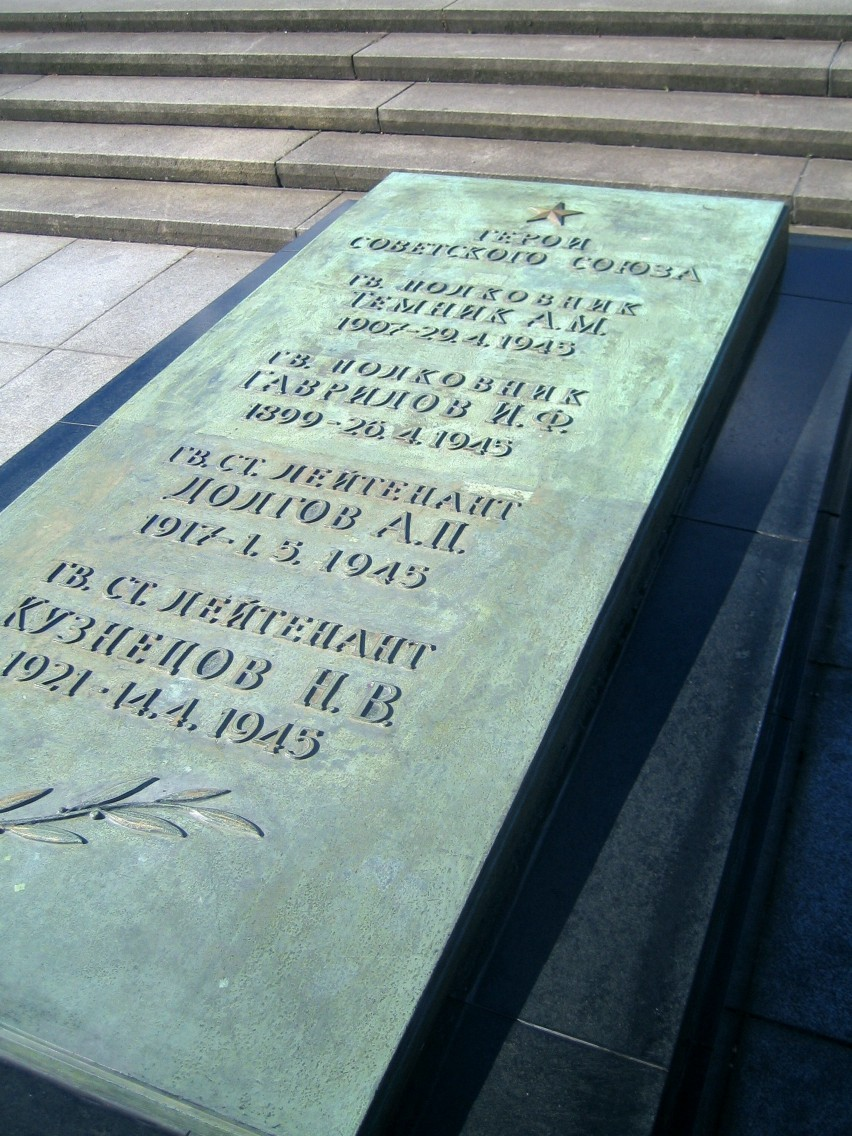
Sepultura de quatro heróis soviéticos

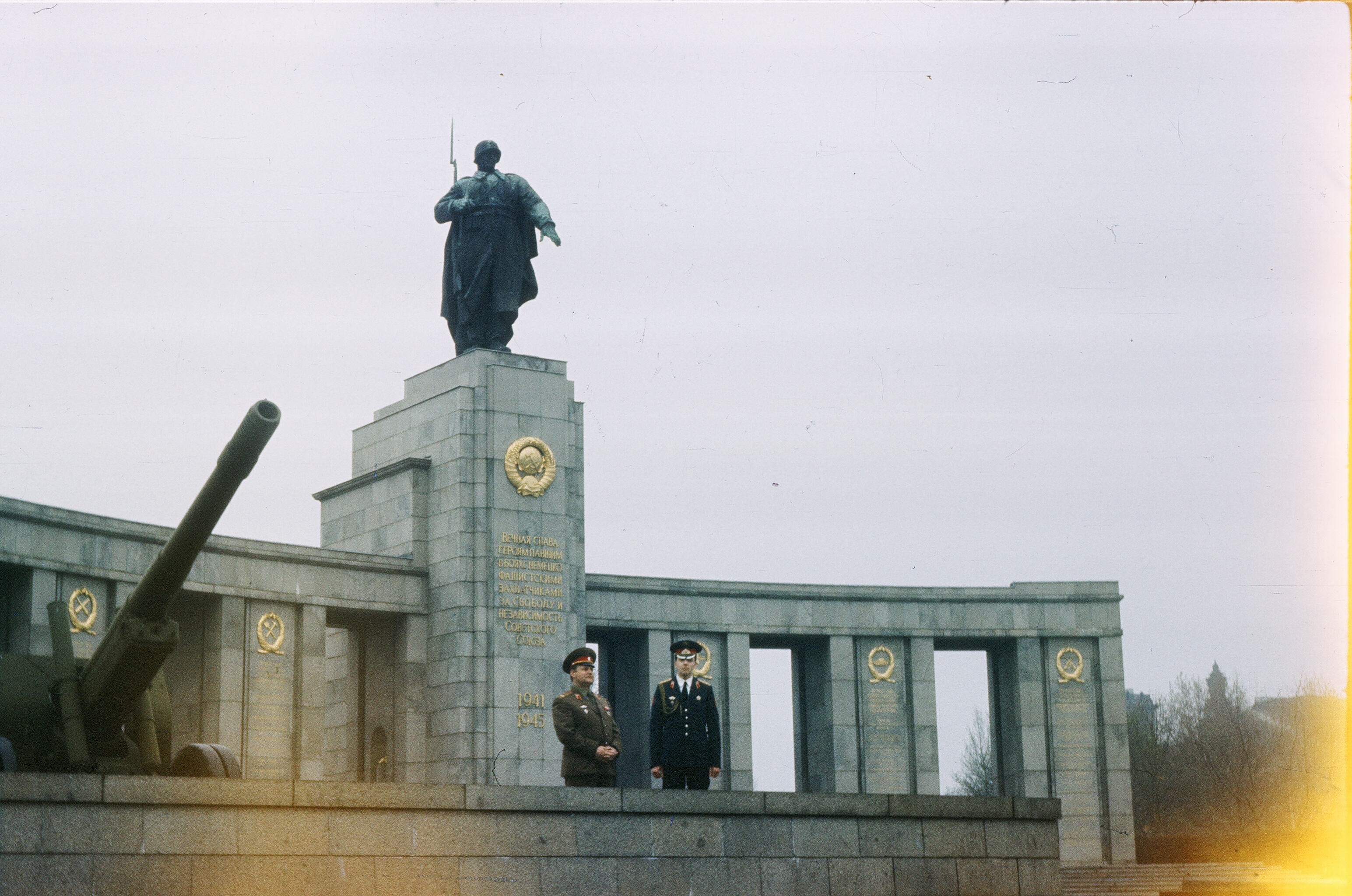
Sowj Ehrenmal Tiergarten 1981.

O Memorial de Guerra Soviético no Tiergarten está localizado no Tiergarten, no centro de Berlim, na Straße des 17. Juni. O monumento foi erigido em 1945, para lembrar os soldados do Exército Vermelho que tombaram na Segunda Guerra Mundial.

## Monumentos soviéticos em Berlim
Após o fim da Segunda Guerra Mundial o comando do Exército Vermelho erigiu três monumentos soviéticos em Berlim, a fim de lembrar principalmente os 80 mil soldados soviéticos mortos durante a campanha de ocupação da capital alemã. Estes monumentos não são apenas homenagens à vitória, mas também cemitérios de soldados. O principal destes monumentos é o Memorial de Guerra Soviético (Treptower Park). Segue ao mesmo o Memorial de Guerra Soviético (Schönholzer Heide) e o memorial no Tiergarten.

## Soldado No Topo Da Coluna
A estátua foi feita para homenagear o soldado que liderou todas as tropas bravamente até o Reichstag. Foi considerada um dos piores conflitos fechados desde Stalingrado, seriam feitas duas estatuas , uma ao Norte da Cidade outra ao Sul, mas apenas uma foi feita por motivos desconhecidos. O soldado foi escolhido por suas conquistas na guerra e por colocar a bandeira russa no topo do Reichstag, os soldados que seriam escolhidos foram os dois que colocaram a bandeira Soviética no topo do Reichstag (Sgt. Dimitri Petrenko, também conhecido como The Wolf - O lobo, por seu modo de matar os inimigos sem piedade. Monumento ao Norte, (Cpt. Viktor Reznov, que apos a guerra ficou conhecido como Hero of Russia - Herói Da Russia.)  Monumento ao Sul. Outra informação que ha sobre os dois mas não pode ser confirmada e que foram eliminar o resto de tropas nazistas no Norte do Canadá em uma operação Russa secreta. Após essa operação qualquer informação sobre os dois foi perdida e eles nunca mais foram encontrados. Os dois nomes foram usados no game Call Of Duty World At War, como protagonistas do game na campanha Russa. Arquivos sobre os dois soldados durante a guerra são disponíveis em livros e documentos sobre o avanço Russo em Berlim, qualquer informação apresentada sobre os dois apos 1946 e considerada falsa.